# Daniel Schneidermann

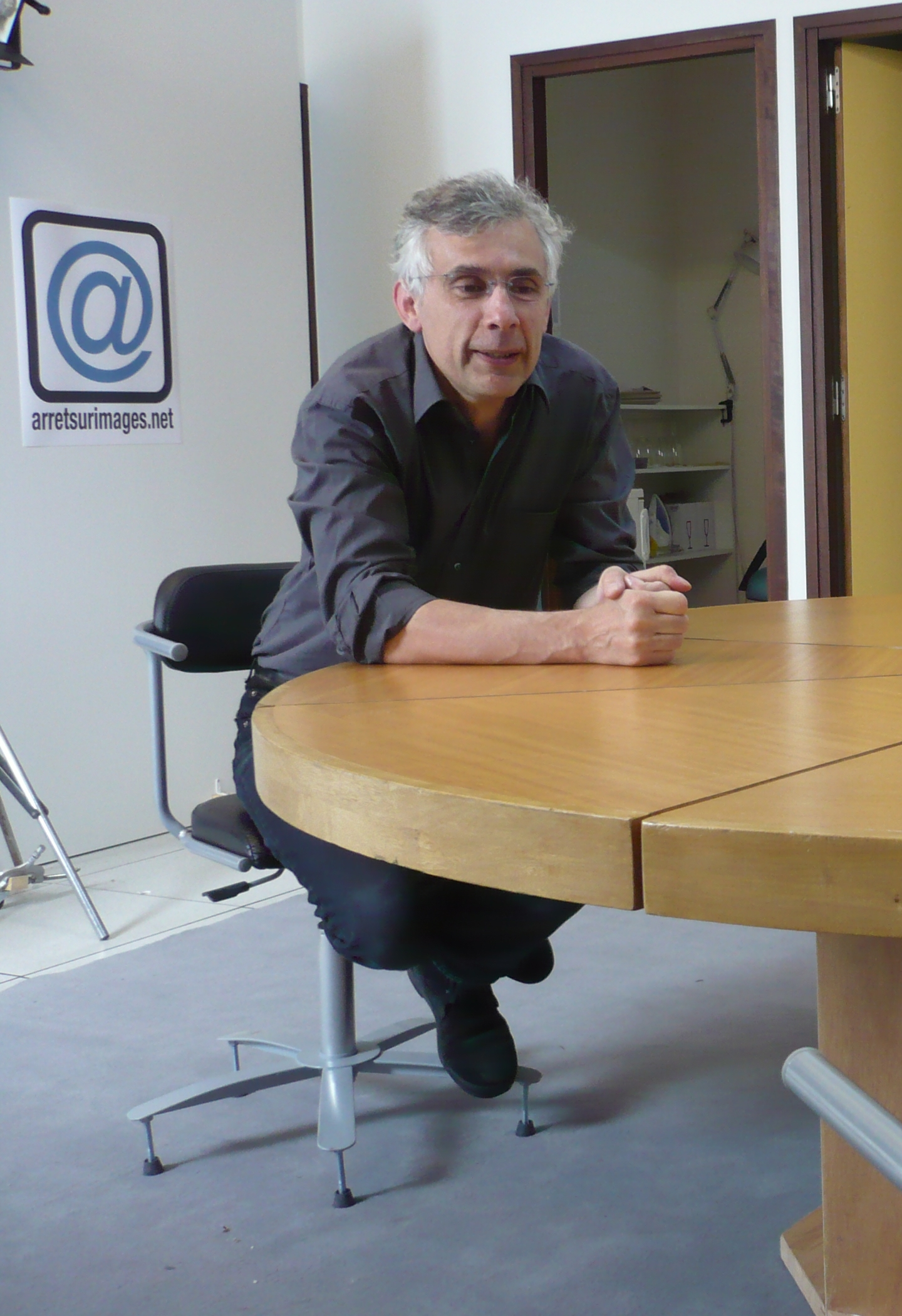
Schneidermann in 2009

Daniel Schneidermann (Parijs, 5 april 1958) is een Franse journalist. Hij wijdt zich vooral aan de analyse van televisiebeelden, door een wekelijkse kroniek, voorheen in Le Monde en later in Libération, te schrijven.
Van 1995 tot 2007 heeft hij op France 5 het televisieprogramma Arrêt sur images geproduceerd en gepresenteerd. Sinds september 2007 ontwikkelt hij een website @rrêt sur images, opvolger van de televisie-uitzending.

## Biografie
In zijn jeugd was Daniel Schneidermann als 17-jarige enkele maanden militant in de Franse politieke studentenorganisatie Union des étudiants communistes. Na zijn opleiding te hebben gevolgd aan het Centre de formation des journalistes (Franse journalistenopleiding), gaat hij in 1979 als journalist werken voor het Franse dagblad Le Monde, waar hij in 1983 wordt gepromoveerd tot grand reporter. In 1992 begint hij dagelijks televisieprogramma's te presenteren. Hij bekritiseert de manier waarop de televisie informatie presenteert en de kijker beïnvloedt. Hij heeft de kritiek op de televisie opgerakeld die dertig jaar daarvoor al is begonnen door schrijvers als François Mauriac en Morvan Lebesque (zie: L'Œil critique - Le journaliste critique de télévision van Jérôme Bourdon en Jean-Michel Frodon).
In 1995 creëert hij, naar een gemeenschappelijk idee met Arnaud Viviant en Pierre Carles, dankzij het succes dat hij heeft met de geschreven kronieken, een wekelijkse uitzending op France 5 (toentertijd La Cinquième voorgezeten door Jean-Marie Cavada): Arrêt sur images, waarvan hij tegelijkertijd producer en presentator is. De journalist Pascale Clark heeft het programma het eerste jaar met hem gepresenteerd. Het doel van Arrêt sur images is het beeld en de boodschap van de televisie te ontcijferen en met behulp van verschillende kroniekschrijvers en journalisten de missers en successen van het verhaal van de media te analyseren. De vrijheid van meningsuiting van Arrêt sur images wordt door het kanaal France 5 hoog in het vaandel gedragen. Maar ondanks de kijkcijfers van soms 1,5 miljoen zijn de uitzendingen toch nooit herhaald met de verschijning van de DVB-T.
De uitzending probeert zijn zelfkritiek met behulp van internet te organiseren, wat zeldzaam is bij de Franse televisie. Elke maand wordt Daniël Schneidermann ter verantwoording geroepen door de 'forumancière', die de gesprekken van de kijkers volgt op het forum van Arrêt sur images, naar aanleiding van kritieken geuit door internauten die bijdragen aan deze website. Sinds 2002 ziet Daniel Schneidermann zich geconfronteerd met relationele problemen met de televisiezender TF1. Deze situatie is het gevolg van de aanwezigheid van een vroegere correspondent van TF1, Alain Chaillou, op het platform van Arrêt sur images, die is komen praten over de sluiting van meerdere buitenlandse bureaus en over de geringe belangstelling van de zender voor de internationale actualiteiten. Zijn laatste conflict met France 5 dateert van september 2003. Hij slaagt erin het kanaal te verplichten om een documentaire uit te zenden over de behandeling door de media van de zaak Alègre, in plaats van zijn eigen programma.
Hij gaat door met het publiceren van zijn kronieken in Le Monde, die nu wekelijks verschijnen. In oktober 2003 wordt hij ontslagen als gevolg van de publicatie van zijn boek Le Cauchemar médiatique (De nachtmerrie van de media), waarin hij betreurt dat de directie van Le Monde, die hij vergelijkt met een Siciliaanse clan, niet antwoordt op de kritieken die tegen haar zijn geuit door de schrijvers van het boek La Face cachée du Monde (De verborgen zijde van Le Monde). In zijn laatste kroniek uit hij zijn verbazing te zijn bestraft door een dagblad dat graag voor het toonbeeld van doorzichtigheid door wil gaan. Hij schrijft vervolgens iedere vrijdag een kroniek in de Libération, een dagblad waarvan hij in 1989 de directeur Serge July bespotte in zijn boek Où sont les caméras ?, door hem te verwijten "zijn rokje te hebben gekeerd".